# William Baumol

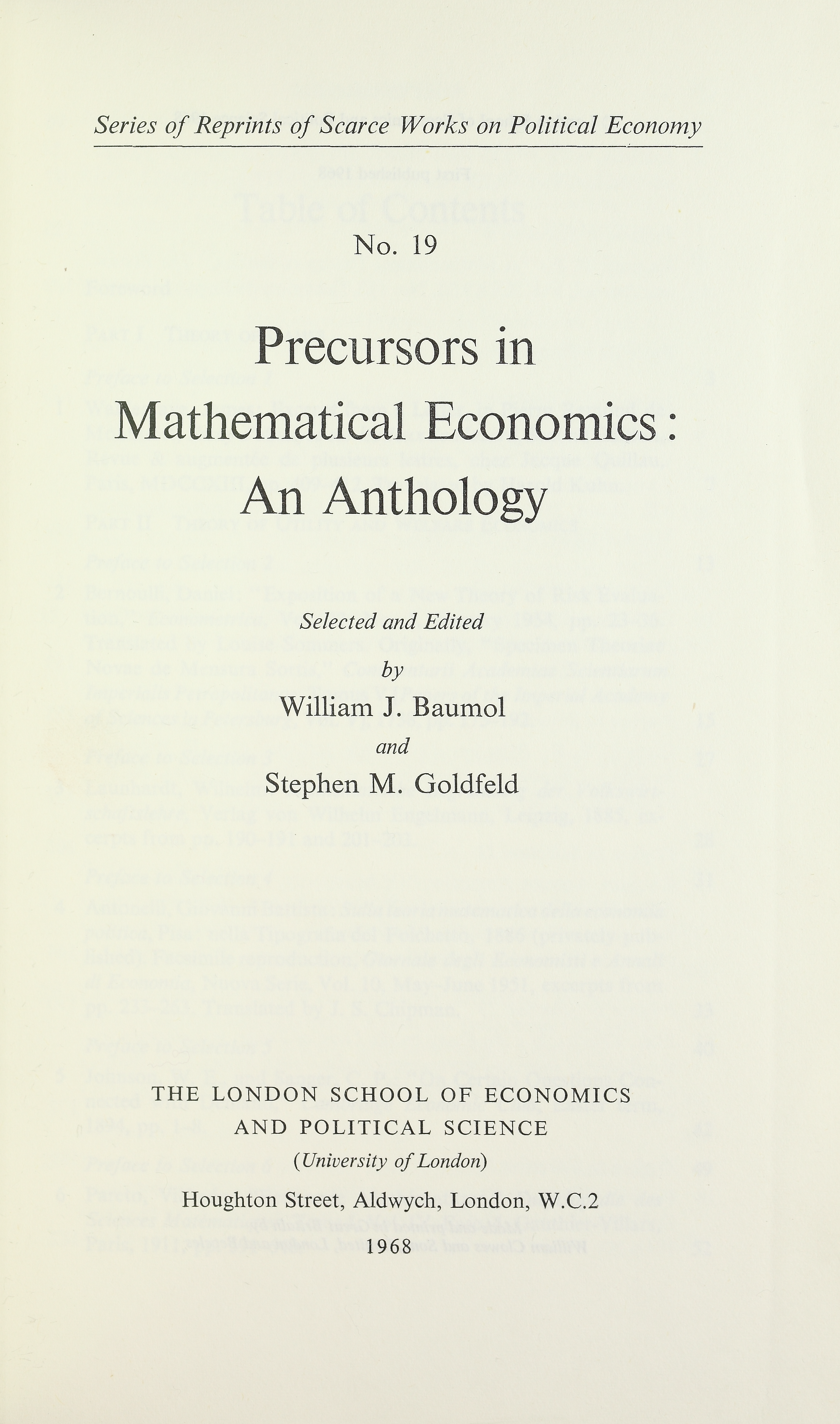
Precursors in mathematical economics, 1968

William Baumol, född 26 februari 1922 i New York, död i maj 2017 i New York, var en amerikansk nationalekonom. Han var professor vid New York University sedan 1971 och var dessutom professor i nationalekonomi vid Princeton University åren 1949-1992. Han gav upphov till begreppet Baumoleffekten (också kallad Baumolsjukan) som beskriver stigande lönekostnader trots oförändrad produktivitet.

## Utmärkelser
- Ekonomie hedersdoktor vid Handelshögskolan i Stockholm (ekon. dr. h.c.) 1971